# Козырев, Андрей Владимирович
Андре́й Влади́мирович Ко́зырев (род. 27 марта 1951, Брюссель) — советский и российский государственный и политический деятель, первый министр иностранных дел Российской Федерации с 11 октября 1990 по 5 января 1996 года. Депутат Государственной Думы 1-го и 2-го созывов. После ухода с государственных постов занимался бизнесом.
С 2012 года проживает с семьёй в Майами (США), критикует политическую систему в России и деятельность президента Владимира Путина.

## Биография
Родился 27 марта 1951 года в Брюсселе (Бельгия), в семье инженера Министерства внешней торговли СССР, находившегося с семьёй в Бельгии в длительной командировке.
Два дяди Козырева были полковниками Советской армии.
В 1968—1969 годах работал слесарем-сборщиком на машиностроительном заводе «Коммунар». Рабочий стаж позволил ему поступить в МГИМО на льготных основаниях, так как лицам, отработавшим после школы на производстве или отслужившим в армии, предоставлялось первоочередное право на зачисление в вузы или они поступали в них через рабфак.
В 1974 году окончил МГИМО по специальности «международные отношения».

### Работа вМинистерстве иностранных дел СССР
В 1974—1979 годах — референт, старший референт Управления международных организаций МИД СССР.
Член КПСС с 1973 по август 1991 года.
В 1977 году защитил диссертацию на соискание учёной степени кандидата исторических наук на тему «Роль ООН в развитии разрядки».
В ходе своей первой командировки в Нью-Йорк в 1975 году Козырев был потрясён фактом, что даже у рядовых американцев есть машины и покупки они делают в заполненных товарами супермаркетах.
В 1979—1980 годах — атташе Управления международных организаций МИД СССР.
В 1980—1986 годах — третий, второй, первый секретарь отдела Управления международных организаций МИД СССР.
В 1986—1988 годах — советник, руководитель отдела Управления международных организаций МИД СССР.
В 1988—1989 годах — заместитель начальника Управления международных организаций МИД СССР.
В 1989—1990 годах — начальник Управления международных организаций МИД СССР.
В составе советской делегации участвовал в работе Генеральной ассамблеи ООН.

#### Во главеМИДа России
11 октября 1990 года по предложению председателя Совета министров РСФСР Ивана Силаева назначен министром иностранных дел РСФСР. Переназначался 25 июля 1991 года и 23 декабря 1992 года в связи с формированием нового состава Совета Министров РФ (РСФСР), а также 14 ноября 1991 года в связи с формированием правительства во главе с президентом Борисом Ельциным.
С 12 декабря 1990 года — чрезвычайный и полномочный посол.
В декабре 1991 года участвовал в подготовке Беловежского соглашения о прекращении существования СССР и о создании СНГ.
В сентябре 1993 года одобрил указ президента Ельцина № 1400 «О поэтапной конституционной реформе», в соответствии с которым были распущены Съезд народных депутатов и Верховный Совет России.
20 октября 1993 года указом президента назначен членом Совета безопасности России.
В 1991—1995 годах определял внешнеполитический курс России. Сопровождал президента Ельцина в визитах в США в феврале 1992 года (подписана Декларация о новых отношениях) и в июне того же года, когда была принята Хартия российско-американского партнёрства. В январе 1993 года при его участии был подписан договор «СНВ-2»; при согласии и содействии США Россия осталась единственной ядерной державой из бывших республик СНГ. После избрания на пост президента США Билла Клинтона встречи на высшем уровне продолжились в Ванкувере (3-4 апреля 1993) и Москве (12-15 января, 10 мая 1994).
В 1994 году подписал документ «Партнёрство во имя мира» с НАТО, активно развивал связи России с ОБСЕ.
В 1993, 1994 и 1995 годах участвовал в сессиях Совета Баренцева моря, а также уделял внимание налаживанию отношений с Юго-Восточной Азией в рамках АСЕАН.

#### Провал «Плана Маршалла» для России
Как вспоминал первый министр внешнеэкономических связей РФ Пётр Авен, первое посткоммунистическое правительство России рассчитывало на западную помощь в проведении реформ и было разочаровано тем, что получает: в 1992 году Международный валютный фонд предоставил стране только миллиард долларов, а «западные партнёры» — ноль, тогда как во время кризиса 1990-х годов в Мексике США в течение нескольких дней выделили соседям 40 млрд долларов. Даже Парижский клуб не предлагал России условий, аналогичных тем, что получила Польша[когда?]. «Для Гайдара, Козырева, меня неготовность абсолютного большинства западных лидеров видеть в нас не соперников, а партнёров на первых порах оказалась настоящим шоком», — отмечал Авен.
Бывший госсекретарь США Джеймс Бейкер назвал самооправданием Козырева его отсылки к тому, что американская администрация в 1991 году уделяла слишком много внимания отношениям с СССР и Горбачёвым, а не с Россией и Ельциным, и это якобы помешало созданию «плана Маршалла» для России. «„План Маршалла“ в то время был абсолютно невозможен. Американское общество не могло его поддержать — ни тогда, ни позже. Политически было очень трудно обосновать экономическую помощь России, с которой мы боролись 40 лет», — утверждал Бейкер.

#### Отставка
9 января 1996 года был освобождён от обязанностей министра иностранных дел России по личной просьбе, в связи с избранием депутатом Государственной думы РФ второго созыва.

### Депутатство
С декабря 1993 по январь 2000 года — депутат Государственной Думы Федерального Собрания Российской Федерации I и II созывов. Избирался по 116-му одномандатному округу Мурманской области от блока «Выбор России».
В марте 1994 года входил в инициативную группу по созданию партии Демократический выбор России. До 11 декабря 1994 года член фракции «Выбор России», после этого во фракции не входил .
В Государственной Думе I созыва — член Комитета по международным делам и член подкомитета по международному культурному, научному и гуманитарному сотрудничеству.
В Государственной Думе II созыва — член Комитета по бюджету, налогам, банкам и финансам (до 12 марта 1997 года) и член Комитета по проблемам Севера (с 12 марта 1997 года).

### Бизнес
Активно участвовал в операциях на рынке ГКО, спекуляции на котором, по мнению бывшего Генерального прокурора Ю. Скуратова, стали одной из причин дефолта августа 1998 года.
В январе 1998 года избран членом совета директоров американской корпорации «ICN Рharmaceuticals».
С января 2000 года — вице-президент международной фармацевтической корпорации ICN — генеральный директор корпорации по Восточной Европе.
В 2007—2012 годах — председатель Совета директоров ОАО АКБ «Инвестторгбанк».
На пенсии занимается бизнесом, читает лекции, пишет мемуары и роман.

## Эмиграция
С 2012 года живёт в Майами. В США экс-министр проводит время за чтением книг о демократических переменах в мире.
11 апреля 2025 года Министерством юстиции РФ был включён в реестр «иностранных агентов».

### Публикация в «New York Times»
20 июля 2015 года в американской газете «Нью-Йорк таймс» была опубликована статья Козырева «Россия на пути к смене режима». Автор выразил уверенность в неизбежном крахе «авторитарной, антизападной и коррумпированной» политической системы Путина; неясно, по прогнозу Козырева, лишь когда это произойдёт. Автор рекомендует западным лидерам противостоять Путину, не дожидаться смены режима в России, а действовать уже сейчас, однако при этом сохранять Путину возможности для компромисса. В России статья Козырева вызвала критику в газете «Комсомольская правда» — экс-министра назвали американским «прислужником» и упрекали в том, что он по старой привычке озвучил то, что желали услышать в США. При этом журналист издания выразил удивление, каким образом и с чьего компетентного согласия государственный секретоноситель такого уровня, «если он не является перебежчиком и изменником Родины», имеет постоянное место жительства в США.
В октябре 2019 года опубликовал там же статью с призывами к импичменту Дональда Трампа, обличениями политики Кремля в современной России и СССР, а также призывами к Америке снова стать «маяком нравственной истины».

## Критика
Некоторые российские СМИ в 1990-е годы называли Андрея Козырева «Мистер „Да“» — как антипода «Мистеру „Нет“» Андрею Громыко. Как отмечал «Форбс», на посту главы российской дипломатии он пытался кардинально изменить вектор внешней политики России — перейти от отношений мирного противостояния с Западом к отношениям, основанным на союзнических принципах. Однако это у него не получилось: несмотря на усилия Козырева, которого оппоненты обвиняли в предательстве национальных интересов, Россия не стала частью западного мира.
В своих мемуарах Евгений Примаков вспоминал, как однажды бывший президент США Ричард Никсон спросил Козырева, каковы интересы новой России. «Одна из проблем Советского Союза состояла в том, что мы слишком как бы заклинились на национальных интересах, — ответил на это Козырев. — И теперь мы больше думаем об общечеловеческих ценностях. Но если у вас есть какие-то идеи и вы можете нам подсказать, как определить наши национальные интересы, то я буду вам очень благодарен». Никсон был удивлён подобным заявлением и сказал, что не будет давать подсказок министру, отметив при этом, что слепо следовать за США в вопросах внешней политики является ошибкой, а в последующем частном интервью политологу Дмитрию Саймсу и вовсе назвал Козырева «слизняком».
В то же время сам Козырев ставил в упрёк Ельцину то, что он не уволил людей, известных своей антизападнической позицией — таких, как Евгений Примаков. Они, по мнению Козырева, помешали России «выстроить отношения с США».

## Личная жизнь
Женат третьим браком. Нынешняя жена Елена (р. 1968, Москва), познакомилась с Козыревым в 1993 году, когда была секретарём-референтом МИД России, ныне домохозяйка. От этого брака есть сын Андрей (р. 1997). От первого брака у Козырева есть дочь Наталья, которая училась в США и проживает в США.

## Награды
- Памятная юбилейная медаль «Манас-1000» (27 октября 1995, Кыргызстан) — за вклад в укрепление дружбы и сотрудничества между народами Кыргызской Республики и Российской Федерации[33].
- Благодарность Президента Российской Федерации (14 августа 1995) — за активное участие в подготовке и проведении празднования 50-летия Победы в Великой Отечественной войне 1941—1945 годов[34].

## Книги
- Козырев А. В. Нет! — торговле смертью. — М.: Междунар. отношения, 1981. —100 с.
- Козырев А. В. Огнестрельный бизнес: Торговля империалист. стран оружием. — М.: Знание, 1985. — 64 с.
- Козырев А. В. Торговля оружием: новый уровень опасности / Пер. с рус. — М.: Прогресс, 1985. — 197 с.
- Козырев А. В. Мы и мир в зеркале ООН. — М.: Междунар. отношения, 1991. — 173 с.
- Козырев А. В. Организация Объединённых Наций: структура и деятельность. — М.: АПН, НИИ теории и истории педагогики, Ассоц. содействия ООН в СССР, 1991. — 52 с.
- Козырев А. В. Преображение. — М.: Междунар. отношения, 1995. — 333 с.
- Kozyrev, Andrei. The Firebird: The Elusive Fate of Russian Democracy (англ.). — Питтсбург: The University of Pittsburgh Press, 2019. — 352 p. — ISBN 978-0-8229-4592-5.
- Козырев А. В. Жар-птица. — Freedom Letters, 2024. — 400 с. — ISBN 978-1-445215-29-7.

## Статья
- ANDREI V. KOZYREV. Russia’s Coming Regime Change. The New York Times (20 июля 2015). Дата обращения: 30 января 2016.